# Izier (België)
Izier is een dorp in de Belgische provincie Luxemburg en een deelgemeente van Durbuy. Izier ligt bijna tien kilometer ten oosten van het stadscentrum van Durbuy. In de deelgemeente ligt ook het gehucht Ozo.

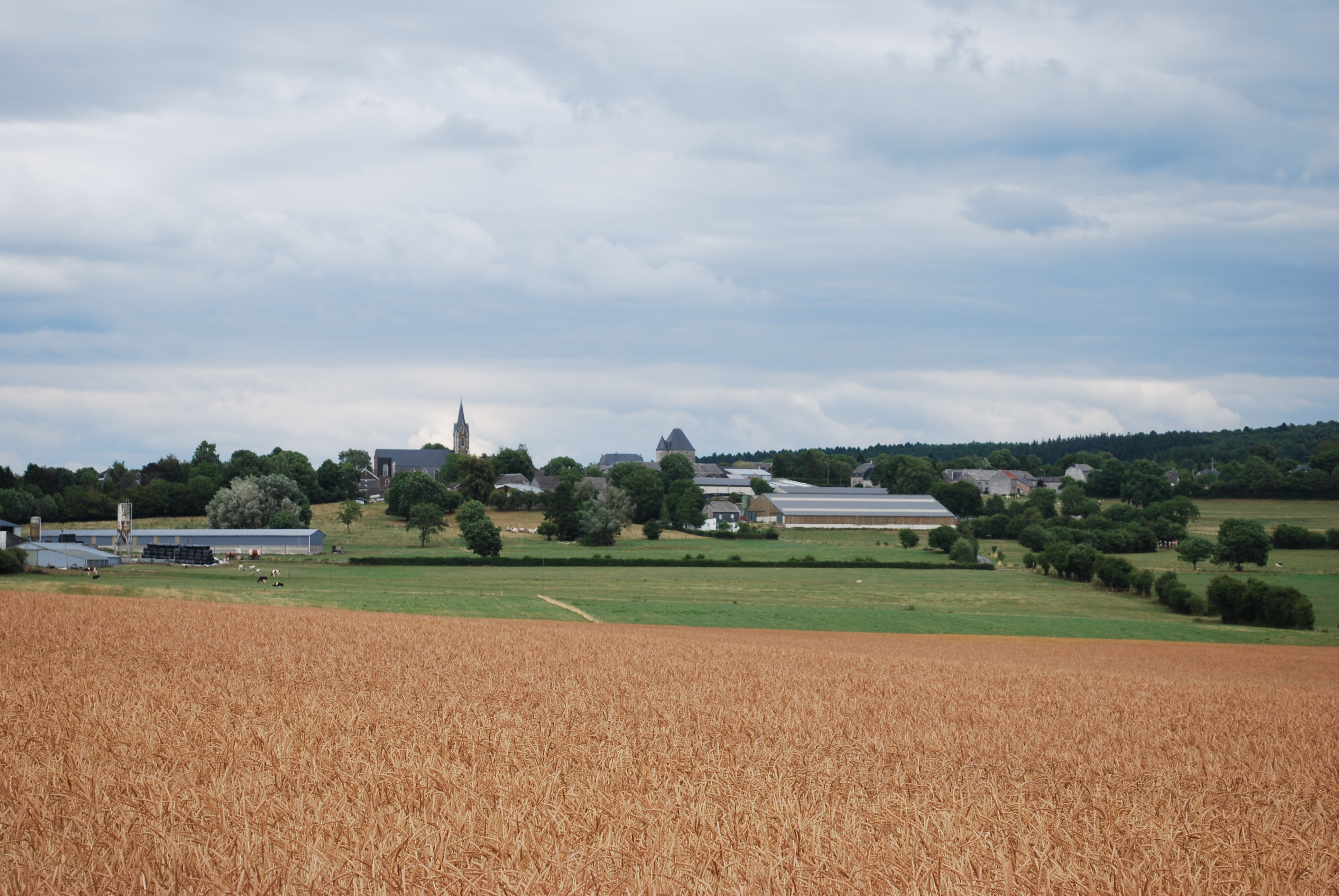
Zicht op Izier

## Geschiedenis
Op het eind van het ancien régime werd Izier een gemeente. In 1823 werd de kleine buurgemeente Ozo opgeheven en bij Izier gevoegd. In 1977 werd Izier een deelgemeente van Durbuy.

## Demografische ontwikkeling
- Bronnen:NIS, Opm:1831 tot en met 1970=volkstellingen, 1976= inwoneraantal op 31 december

## Bezienswaardigheden
- Église Saint-Germain

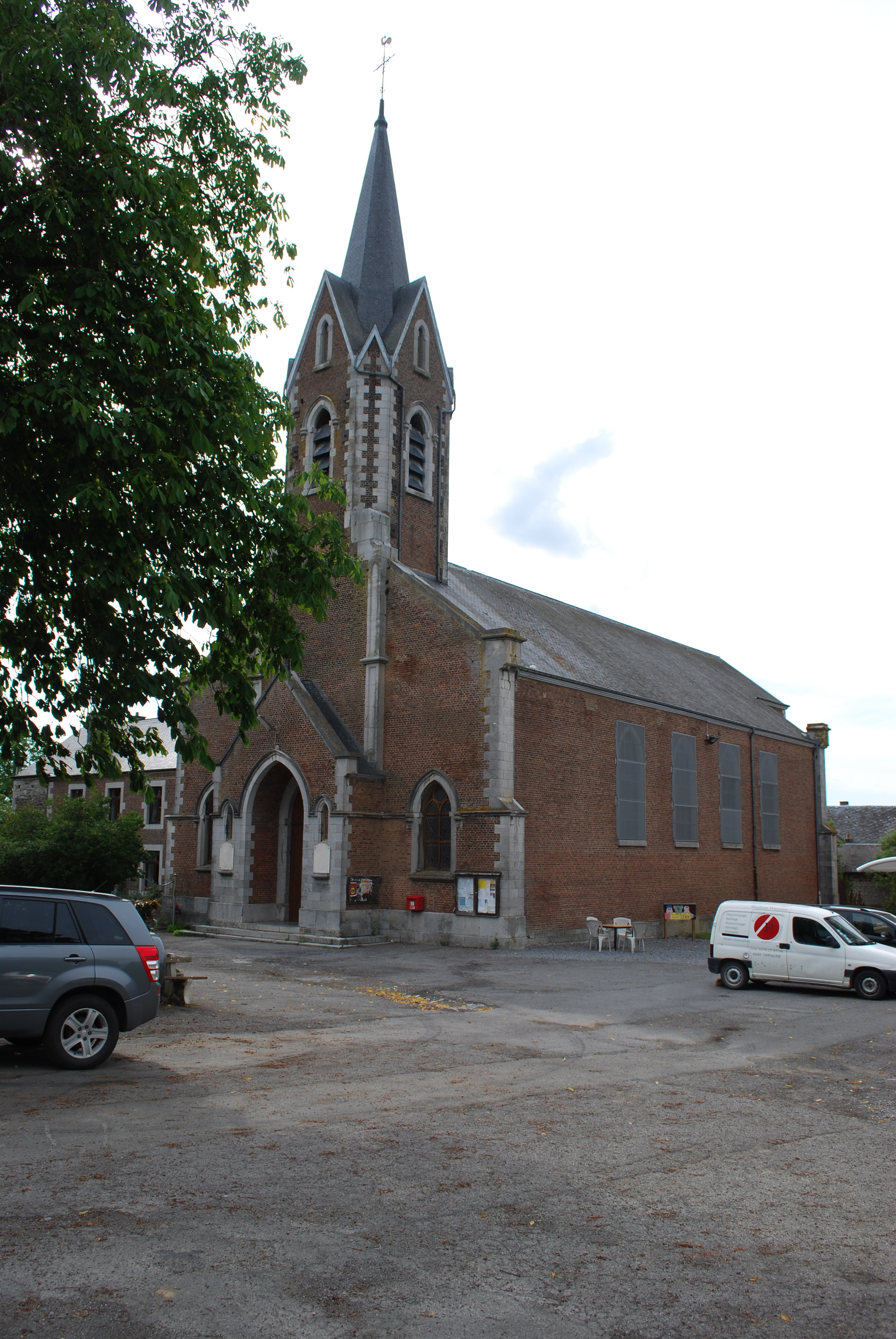
Église Saint-Germain

- Menhir van Ozo, een kilometer buiten het dorp, een van de megalieten bij Wéris

Deelgemeenten: Barvaux · Bende · Bomal · Borlon · Durbuy · Grandhan · Heyd · Izier · Septon · Tohogne · Villers-Sainte-Gertrude · Wéris

Overige plaatsen: Aisne · Bohon · Grande Enneille· Herbet · Hermanne · Houmart · Juzaine · Longueville · Morville · Oneux · Oppagne · Ozo · Palenge · Pas-Bayard · Petite Enneille · Petite-Somme · Petithan · Rome · Verlaine-sur-Ourthe · Warre

Belgische gemeenten · Arrondissement Marche-en-Famenne · Luxemburg · Wallonië